# شوخی سیزده
شوخی سیزده، نام مراسمی مشابه دروغ اول آوریل، در کشورهای غربی است که در این مراسم افراد از صبح تا ظهر یا حتی تا شب به دروغگویی می‌پردازند.

## دروغ سیزده در ایران
بیش از شصت سال است که در ایران، شوخی سیزده نوروز از سوی چند روزنامه‌نگار ایرانی رواج پیدا کرده‌است. آغاز ماه آوریل که مصادف با روز دروغ اول آوریل است، یک روز پیش از سیزده نوروز می‌باشد و این هم‌زمانی دست‌آویزی شد که در سیزده نوروز که ویژه جشن، شادی و نیایش برای باران و باروری زمین است، زیر نام شوخی سیزده با مردم و دیگر رسانه‌ها شوخی کنند.
اسماعیل پوروالی، روزنامه‌نگار سرشناس ایرانی که میان همکارانش به آقای مدیر شناخته شده بود، در ماهنامه روزگار نو در اردیبهشت ۱۳۷۰ خورشیدی در پاریس نوشت:
«ما شمارهٔ سیزده فروردین سال ۱۳۲۲ شمسی روزنامهٔ «نبرد» را یکپارچه به صورت دروغ درآوردیم. یکی از این دروغ‌ها، نطقی بود از هیتلر، که در آن بحبوحهٔ جنگ، دستور آتش‌بس می‌داد و این مژده‌ای بود که همهٔ مردم از پیر و جوان، زن و مرد و بزرگ و کوچک را خوشحال می‌کرد. در کنار این دروغ شادی‌دهنده، دروغ آزاردهنده‌ای که در آن روز بساط سیزده نوروز خیلی‌ها را به هم ریخت، خبر فوت «حاج محتشم السلطنه» رئیس مجلس وقت بود، که چون در بین مردم تهران به‌خصوص بازاریها وجهه و احترام و اعتباری خاص داشت. هزارها نفر راه خانهٔ او را درپیش گرفتند تا در مراسم تشییع جنازهاش شرکت کنند.»
روزنامه نبرد در آن زمان به مدیریت خسرو اقبال اداره می‌شد، و از همکارانش نیز می‌توان، محمود تفضلی، جواد فاضل، حسن ارسنجانی، جهانگیر تفضلی و اسماعیل پوروالی و سه، چهار تن دیگر که در آن قلم می‌زدند، نام برد. اسماعیل‌پور والی، چند سال پیش در پاریس در گذشت.
در سالهای اخیر روزنامه‌های اصلاح طلب به این موضوع پرداختند. اولین بار ابراهیم نبوی در روزنامه نشاط خبر آزاد شدن عبدالله اوجالان (که طی یک عملیات جنجالی منسوب به آمریکا، اسرائیل و ترکیه ربوده و به ترکیه انتقال یافته بود) را منتشر ساخت.
یکی از جنجالی‌ترین شوخی سیزده در ایران خبر کج شدن و احتمال سقوط برج میلاد بود که روزنامه شرق در آخرین شماره خود در سال ۱۳۸۳ منتشر ساخت. این شوخی توسط رسانه‌های اپوزیسیون جدی گرفته شد و به تحلیل آن پرداختند. برخی دیگر نیز آن را به برنامه اتمی ایران نسبت دادند. همچنین قیمت ملک در مناطق اطراف برج نیز برای مدتی کاهش یافت.
خبرگزاری میراث فرهنگی در سیزده فروردین ماه ۱۳۹۴ خبر از قول دفتر ملکه بریتانیا اعلام کرد: کوه نور را به ایران باز پس می‌دهیم. این خبرگزاری سپس در یادداشتی به قلم شاهین سپنتا این خبر را «شوخی سیزده» این رسانه اعلام کرد و در این مورد نوشت:شوخی سیزده در ایران معمولاً بازتاب طنز گونه حقایق مختلف تاریخی و اجتماعی و گاه سیاسی است تا در یک روز شاد، تلنگری باشد به مخاطب رسانه‌ها و توجه آن‌ها را به گوشه‌های ناگفته‌ای از حقایق تاریخی و اجتماعی جلب کند. در سال ۱۳۹۶ شمسی هم خبرهایی مبنی بر فوت آیت الله احمد جنتی در فضای مجازی منتشر شد که این خبر توسط کانال تلگرامی سخنگوی شورای نگهبان تکذیب شد.